# Dzitox (Chichimilá)
Dzitox es una localidad del municipio de Chichimilá en el estado de Yucatán, México.

## Toponimia
El nombre (Dzitox) proviene del idioma maya.

## Hechos históricos
- En 1950 cambia su nombre de Dzit-Ox a Dzit Ox.
- En 1960 cambia a Dzit-Ox.
- En 1990 cambia a Dzitox.

## Demografía
Según el censo de 2005 realizado por el INEGI, la población de la localidad era de 742 habitantes, de los cuales 368 eran hombres y 374 eran mujeres.
| 12                          | 78 | 167 | 147 | 130 | 113 | 220 | 333 | 466 | 598 | 742 |
| (Fuente: INEGI [Consultar]) |    |     |     |     |     |     |     |     |     |     |